# Moosseedorf
Moosseedorf är en ort och kommun i distriktet Bern-Mittelland i kantonen Bern, Schweiz. Kommunen har 4 130 invånare (2023).